# Шафарчиська
Шафарчиська (пол. Szafarczyska) — село в Польщі, у гміні Леліс Остроленцького повіту Мазовецького воєводства.
Населення — 261 особа (2011).
У 1975-1998 роках село належало до Остроленцького воєводства.

## Демографія
Демографічна структура станом на 31 березня 2011 року:
|          | Загалом | Допрацездатний вік | Працездатний вік | Постпрацездатний вік |
| -------- | ------- | ------------------ | ---------------- | -------------------- |
| Чоловіки | 133     | 42                 | 82               | 9                    |
| Жінки    | 128     | 33                 | 73               | 22                   |
| Разом    | 261     | 75                 | 155              | 31                   |